# Craig Baird

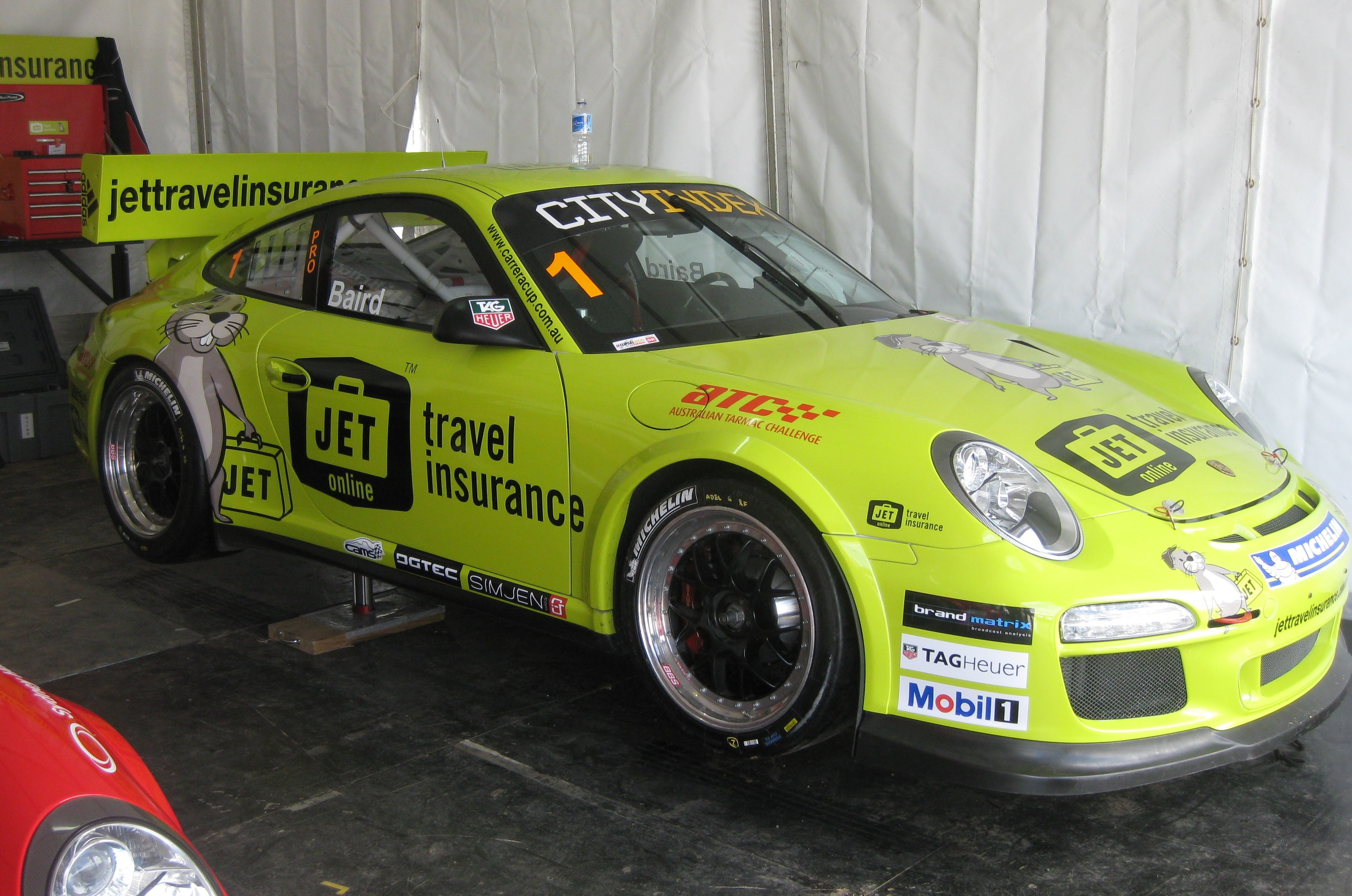
La Porsche 911 GT3 Cup de 2012

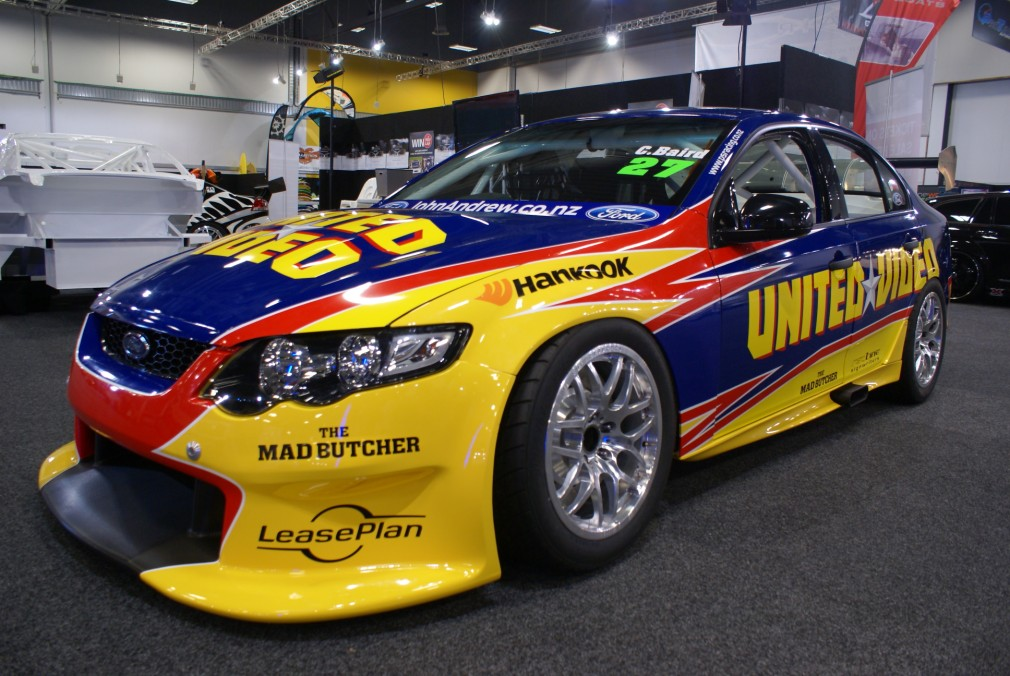
La Ford FG Falcon V8 de 2011

Craig Baird, né le 22 juillet 1970 à Hamilton, est un pilote automobile néo-zélandais qui a obtenu un grand nombre de victoires principalement situées en Nouvelle-Zélande et Australie.

## Palmarès
- Champion de Formule Pacific néo-zélandaise en 1991, 1992 et 1993
- Vainqueur du Grand Prix automobile de Nouvelle-Zélande en 1991, 1992 et 1993
- Champion de Nouvelle-Zélande de voiture de tourisme en 1994, 1995, 1996 et 1997
- Champion de New Zealand TraNZam en 2000
- Champion de Nouvelle-Zélande de Porsche Cup en 2005, 2006, 2007, 2008, 2009 et 2010
- Champion d'Australie de Porsche Carrera Cup en 2006, 2008, 2011, 2012 et 2013
- Vainqueur des 12 Heures de Bathurst en 2007
- Vainqueur du Queensland 500 en 2007
- Vainqueur des 24 Heures de Dubaï en 2008
- Champion de New Zealand V8s en 2010
- Vainqueur des 12 Heures de Sepang en 2013